# Friedrich Wilhelm Müller (Politiker, 1897)

Friedrich Wilhelm Müller

Friedrich "Fritz" Wilhelm Müller (* 16. Januar 1897 in Obersdorf, Kreis Siegen; † 18. März 1952 in Lippstadt) war ein deutscher Bergmann und Politiker (NSDAP).

## Leben
Müller war der Sohn des Bergmanns Jakob Müller aus Oberrossbach im Dillkreis. Er besuchte die Volksschule im Wohnort seiner Mutter in Obersdorf. Er war ein Schulfreund des Mundartdichters Wilhelm Schmidt (1898–1965). Seit 1911 war Müller als Bergmann in Siegerländer Eisenerzgruben tätig. Bis zu ihrer Stilllegung 1932 war er Betriebsratsvorsitzender der Grube Ameise.
Vom September 1916 bis zum Juli 1917 nahm Müller als Angehöriger des Infanterie-Regiments Nr. 87 am Ersten Weltkrieg in Russland und Frankreich teil.
Zum 14. Januar 1927 trat Müller der NSDAP bei (Mitgliedsnummer 55.069). Er war Ortsgruppenleiter und Arbeitsgemeinschaftsleiter seiner Partei. 1929 wurde er in den Kreistag des Kreises Siegen gewählt. 1930 kandidierte er als NSDAP-Kandidat zu den Reichstagswahlen. Im April 1932 war er Kandidat der NSDAP für den Preußischen Landtag. Von Juli bis November 1932 und von März 1933 bis März 1936 gehörte Müller dem Reichstag als Abgeordneter für den Wahlkreis 18 (Westfalen Süd) an. Zu einem nicht bekannten Zeitpunkt trat er aus der evangelischen Kirche aus. Trotz einer Unterbrechung der Parteimitgliedschaft erhielt er das "Ehrenzeichen 'Alte Garde'" der "Alten Kämpfer" (= "Goldenes Parteiabzeichen").
Von 1934 bis Ende 1942 war Müller als Oberstfeldmeister (=Hauptmann) im Reichsarbeitsdienst (RAD) eingesetzt. Zwischen 1940 und 1941 führte er Außendienstkommandos in Holland, Belgien und Frankreich (Herstellung von Flugplätzen). Im November 1941 schied er aus gesundheitlichen Gründen aus. Vorgesehen als NSDAP-Kreisleiter in Brilon 1941 scheiterte der Amtsantritt an einer Erkrankung. Vertretungsweise wurde Müller im Januar 1941 NSDAP-Kreisleiter in Iserlohn. Ab dem 1. Juni 1943 war er als Gaubeauftragter für die südwestfälischen Umquartierten im Gau Pommern nach Stettin abkommandiert. Zwischen April 1944 und April 1945 fungierte er als NSDAP-Kreisorganisationsleiter in Lippstadt.
Nach NS-Ende wurde Müller als ns-belastet von der Militärregierung festgenommen und vom November 1945 bis zum August 1947 in Recklinghausen interniert. Am 1. September 1947 beschied die 2. Spruchkammer des Spruchgerichts Recklinghausen eine Geldstrafe von 3.000 RM, die wie üblich als durch die Internierung verbüßt galt.
Nach 1945 wohnte Müller in Lippstadt und war als Wachmann tätig.